# Antony Hopkins
Pour les articles homonymes, voir Hopkins.
Ne pas confondre avec l'acteur Anthony Hopkins.
Antony Hopkins, né le 21 mars 1921 à Londres et mort le 6 mai 2014, est un compositeur britannique. Il est connu pour ses livres d'analyse musicale et pour son émission Talking About Music, qui a été diffusée pendant plusieurs années à la radio de la BBC.

## Livres
- Beating Time
- Downbeat Music Guide
- Music all Around Me
- Musicamusings
- Music Face to Face (avec André Previn)
- Pathway to Music
- Sounds of the Orchestra: A Study of Orchestral Texture
- Talking About Concertos
- Talking About Sonatas
- Talking About Symphonies
- The Nine Symphonies of Beethoven
- The Seven Concertos of Beethoven
- Understanding Music